# Bombus natvigi
Bombus natvigi är en insekt i släktet humlor som förekommer i norra Nordamerika. Populationen ansågs länge höra till arten tundrahumla (Bombus hyperboreus), men sedan 2015 klassificeras den på grund av genetiska skillnader som självständig art.

## Utseende
Drottningen är med en längd av 21 till 24 mm märkbart längre än hanarna som blir 17 till 19 mm långa. Arten tillhör gruppen med orange mellankropp. Huvudet har en svart färg och håren är långa.

## Utbredning
Utbredningsområdet sträcker sig i Nordamerika från Alaska norrut till Ellesmereön och österut till Baffinön. Arten når så de kanadensiska territorierna Northwest Territories, Nunavut och Yukon. Den saknas däremot vid södra delen av Hudson Bay, i provinsen Québec och i regionen Labrador. Bombus natvigi lever även på Grönland. Arten har Nordamerikas tundra som habitat.

## Ekologi
Honor äter före fortplantningen nektar och pollen från olika blommor, bland annat av släktena spiror (Pedicularis), videsläktet (Salix) och bräckesläktet (Saxifraga).
Liksom tundrahumlan lever Bombus natvigi som snylthumla. Drottningen uppsöker ett bo bebott av en annan art av humlor, dödar den andra drottningen och tvingar samhällets arbetare med hjälp av feromoner och fysiska anfall att uppfostra snylthumlans larver. Från ägg av Bombus natvigi utvecklas inga arbetare. Arten parasiterar vanligen bon av Bombus polaris.

## Hot
Ett varmare klimat i framtiden antas vara ett hot mot beståndet. Det behövs mer forskning hur arten direkt påverkas. Även populationens storlek är okänd. IUCN listar Bombus natvigi därför med kunskapsbrist (DD).